# Free Jazz: A Collective Improvisation
| 전문가 평가                         | 전문가 평가 |
| 평가 점수                           | 평가 점수   |
| 출처                                | 점수        |
| ----------------------------------- | ----------- |
| Down Beat                           | [ 1 ]       |
| Allmusic                            | [ 2 ]       |
| The Penguin Guide to Jazz           | [ 3 ]       |
| Yahoo! Music                        | (favorable) |
| The Rolling Stone Jazz Record Guide | [ 5 ]       |
| Tom Hull                            | A–          |

《Free Jazz: A Collective Improvisation》은 1961년 9월, 애틀랜틱 레코드에서 발매된 미국의 재즈 색소폰 연주자이자 작곡가인 오넷 콜먼의 여섯 번째 음반으로, 그의 네 번째 음반이다. 그 제목은 그 당시의 프리 재즈 운동의 이름을 확립했다. 녹음 세션은 1960년 12월 21일, 뉴욕의 A&R 스튜디오에서 열렸다. 음반 세션의 유일한 아웃테이크인 〈First Take〉는 후에 1971년 컴필레이션 《Twins》에서 발매되었다.

## 배경
이 음반은 몇 개의 미리 정해진 짧은 부분만 있는 지속적인 자유 즉흥 연주이고, 오버더빙이나 편집 없이 하나의 싱글 "테이크"로 녹음되었다.
이 음반에는 콜먼이 "더블 콰르텟"이라고 부르는 두 개의 자급자족 재즈 콰르텟, 각각 두 개의 관악기가 있고 각각 베이스와 드럼으로 구성된 리듬 섹션이 있다. 이 두 콰르텟은 콜먼의 정규 그룹이 왼쪽 채널, 두 번째 콰르텟이 오른쪽 채널로 분리된 채널에서 들을 수 있다.
두 개의 콰르텟은 동시에 두 개의 리듬 섹션과 함께 연주하는데, 이는 연주가들이 단독 또는 프리폼 해설을 제공하는데, 종종 사전 결정된 구절들이 섞여 있는 완전한 집단 즉흥 연주로 바뀐다. 구성된 주제성 재료는 솔로 사이에 끼어드는 역할을 하는 호른에 대한 짧고 불협화음의 연속물로 간주될 수 있다. 이 음반이 거둔 성과 중 가장 중요한 것은 이 음반이 당시로서는 전례가 없던 거의 40분 길이의 첫 번째 즉흥곡이었다는 점이다.
오리지널 음반 패키지는 잭슨 폴락의 1954년 작품인 《하얀 빛》을 포함하고 있다. 커버는 오른쪽 아래에 컷아웃 창문이 있는 게이트폴드였고, 커버를 열면 비평가 마틴 윌리엄스의 라이너 노트와 함께 전체 삽화가 드러났다. 콜먼은 화가일 뿐만 아니라 폴락의 팬이었고, 1966년 그의 음반 《The Empty Foxhole》은 콜먼의 작품을 특징으로 한다.

## 곡 목록
모든 곡들은 오넷 콜먼에 의해 작곡하였다.

### 오리지널 LP
| #  | 제목                     | 재생 시간 |
| -- | ------------------------ | --------- |
| 1. | 〈Free Jazz (Part One)〉 | 19:55     |

| #  | 제목                     | 재생 시간 |
| -- | ------------------------ | --------- |
| 1. | 〈Free Jazz (Part Two)〉 | 16:28     |

### CD 재발행
| #  | 제목           | 재생 시간 |
| -- | -------------- | --------- |
| 1. | 〈Free Jazz〉  | 37:03     |
| 2. | 〈First Take〉 | 17:06     |